# Oreoscoptes montanus
El cuitlacoche de las artemisas (Oreoscoptes montanus) es una especie de ave paseriforme de la familia Mimidae propia del suroeste de Norteamérica. Es el único miembro del género Oreoscoptes. Parece menos emparentado con los cuitlacoches del Caribe, que con los sinsontes (Hunt et al. 2001, Barber et al. 2004).

## Descripción
Las partes inferiores de O. montanus son de tono gris-marrón pálido, mientras que su dorso es blanco con franjas oscuras. Poseen un pico delgado recto relativamente corto, ojos amarillos y una cola larga, aunque no tanto como la cola de otras especies de cuitlacoches.

## Reproducción
Esta ave se reproduce en el oeste de América del Norte, desde el sur de Canadá hasta el norte de Arizona y Nuevo México. Su hábitat de reproducción son zonas con matorrales de artemisia y rara vez otras zonas arbustivas. La hembra pone de 4 a 5 huevos en un nido en forma de taza construido con ramitas y ubicado entre pastizales bajos. Ambos miembros de la pareja incuban y alimentan a los pichones.
En invierno, estas aves migran hacia el sur de Estados Unidos y México, incluyendo el sur y norte de la península de Baja California.

## Alimentación y comportamiento
En verano se alimentan de insectos; también comen bayas, especialmente en invierno. Por lo general buscan insectos en el suelo en zonas  con arbustos.
El macho entona una serie de gorjeos para defender el territorio en el que se encuentra el nido.
La población de estas aves ha disminuido en algunas zonas donde se han quitado la artemisia  pero aun son comunes en aquellas zonas en que su hábitat  preferido se ha mantenido. La disminución de hábitats de artemisia en el oeste de América del Norte es motivo de preocupación para la existencia de esta y otras especies dependientes de la artemisia.